# Page laissée intentionnellement vide
Pour les articles homonymes, voir ILB.

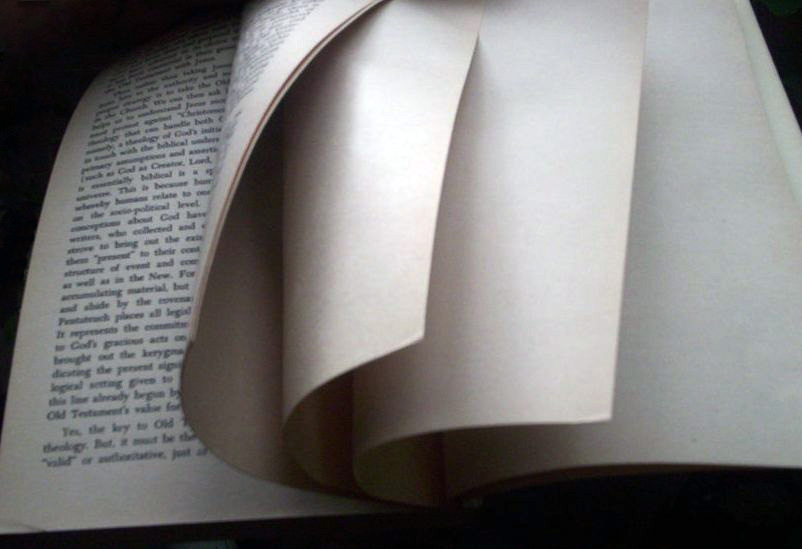
Un livre dont les dernières pages sont laissées intentionnellement vides.

Une page laissée intentionnellement vide (parfois désignée par le sigle anglais ILB pour intentionally left blank) est, dans un document, une page qui ne contient rien, mais de façon volontaire, et parfois signalée comme telle.
Une telle page peut avoir différents usages, comme forcer le début d'un nouveau chapitre sur une page impaire en laissant une page paire blanche, (on parle alors d'une « blanche ») ou laisser la place pour une future extension du document. 
Les toutes premières pages d'un livre imprimé, page de garde et « pages de déroulement », sont souvent des « blanches ». Elles sont prises en compte dans la numérotation des folios, mais leur numéro n'est pas indiqué.
Un nombre variable de pages blanches peut également être présent à la fin d'un livre ; ces pages blanches résultent des contraintes techniques d'assemblage du livre par pliage des cahiers qui comptent le plus souvent 16 pages.